# Kizito Maria Kasule
Kizito Maria Kasule (ur. 1973 w Masace) – ugandyjski malarz, rzeźbiarz i pedagog.

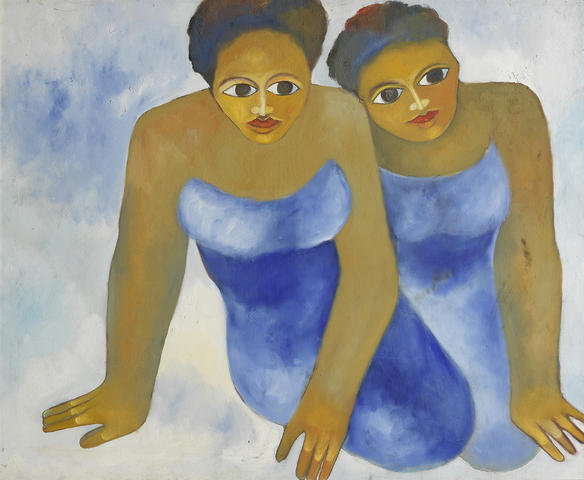
Kizito Maria Kasule, Two Young Girls, 2008, olej na płótnie, 90x110 cm

## Życiorys

### Dzieciństwo
Kasule urodził się w 1973, jednak niektóre źródła podają rok 1967. Tę rozbieżność wyjaśnił sam artysta w wywiadzie udzielonym w 2009 w Tel Awiwie i opublikowanym na stronie międzynarodowej organizacji wolontariackiej Brit Olam: „Urodziłem się w 1973. Gdy miałem 16 lat musiałem wyrobić sobie fałszywy dowód tożsamości by uciec z Ugandy z powodu prześladowań politycznych. Od tamtego czasu w oficjalnych dokumentach mam podany rok 1967 jako rok urodzenia”.
Wychowywał się w małej ugandyjskiej wiosce, w wielodzietnej rodzinie żyjącej z uprawy niewielkiej plantacji kawy. Już w dzieciństwie matka zaszczepiła mu szacunek do nauki i wrażliwość na potrzeby społeczności, której był członkiem (miał jedenaścioro rodzeństwa, jego matka dodatkowo przygarnęła piętnaścioro bezdomnych dzieci). Gdy skończył 11 lat jego ojciec zażądał by porzucił szkołę i zajął się pracą na rodzinnej plantacji. Alternatywą było wyrzucenie z domu. Kasule wybrał drugie rozwiązanie i przez kilka miesięcy żył na ulicy. Ostatecznie znalazł dom i zatrudnienie u osoby, która pozwalała mu na naukę.
W 1987 wybuchła w Ugandzie wojna domowa i do głosu doszła Armia Bożego Oporu dowodzona przez samozwańczego proroka Josepha Kony’ego. Rozpoczął się terror, masowe porywanie dzieci i wcielanie ich do armii. Dwa lata później Kasule został aresztowany w związku z działalnością polityczną rodziców, którzy byli podejrzani przez władze o spisek z rebeliantami. Cudem udało mu się uniknąć śmierci i uciec za granicę. Po kilku latach wrócił do kraju i podjął dalszą naukę.

### Edukacja i działalność pedagogiczna
W 1992 Kasule ukończył studia na Uniwersytecie Makarere w Kampali i uzyskał bakalaureat na Wydziale Sztuk Pięknych i Użytkowych. W tym samym roku został wykładowcą na tym wydziale. Po siedmiu latach otrzymał od uczelni roczny płatny urlop, który wykorzystał na studia na Uniwersytecie w Dublinie.
W 2003 obroniłpracę doktorską z historii sztuki na swoim macierzystym uniwersytecie w Kampali i otrzymał dwuletnie stypendium na studia w Burren College for Art w Ballyvaughan, w Irlandii. Doświadczenia z w Burren College zainspirowały Kasulego do założenia w Ugandzie uczelni artystycznej. W 2006 otworzył Nagenda International Academy of Art and Design (NIAAD), która 3 lata później otrzymała od rządu oficjalny status wyższej uczelni i stała się filią Kyambogo University, drugiego pod względem wielkości publicznego uniwersytetu w Ugandzie. NIAAD prowadzi nauczanie w czterech specjalnościach: historia sztuki, malarstwo, rzeźba i wzornictwo użytkowe. Od sierpnia 2009 NIAAD realizuje też projekt zwany „Muse Uganda”, którego celem jest edukacja artystyczna ugandyjskich dzieci pochodzących z nizin społecznych.
Kasule nadal współpracuje z Uniwersytetem Makerere, jest jego wykładowcą i dziekanem Maragret Trowell School of Industrial and Fine Art (MTSFIFA).

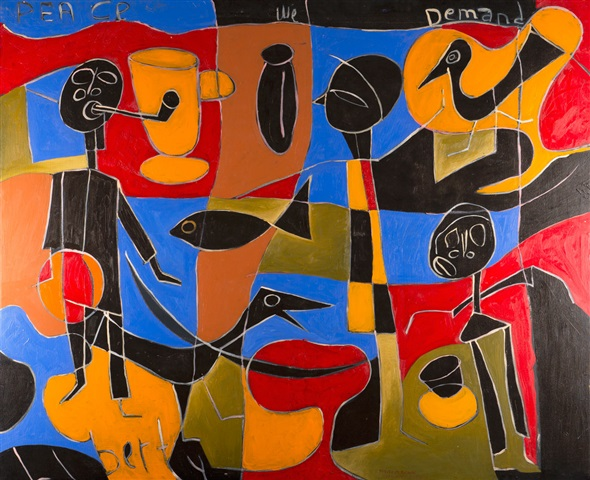
Kizito Maria Kasule, The Legacy of Democracy, 2013, akryl na płótnie, 140x175 cm

## Twórczość
Pierwsza wystawa prac Kasulego miała miejsce w 1994 i zebrała bardzo pozytywne recenzje. Od tego czasu brał udział w wielu wystawach indywidualnych i zbiorowych w Afryce Wschodniej, Namibii, Belgii, Danii, Norwegii i Stanach Zjednoczonych.
W maju 2014 jego praca Two Young Girls (2008) była wystawiona na aukcji prestiżowego londyńskiego domu aukcyjnego Bonhams. W tym samym roku kenijska Circle Art Gallery sprzedała na aukcji sztuki jeden z bardziej znanych obrazów Kasulego The Legacy of Democracy (2013) – za ponad 4 000 dolarów.
Prace Kasulego są eksponowane w kolekcjach osób prywatnych, w korporacjach i instytucjach publicznych, m.in. w biurach Banku Światowego w Nowym Jorku i w Kampali, w ugandyjskim Crane Bank, w muzeach w Vancouver, Johannesburgu, Nairobi i Windhuk.
Kasule łączy swoje afrykańskie dziedzictwo z cechami modernizmu europejskiego. Inspiracją dla niego są tradycyjne formy rzeźby afrykańskiej, które przekształca w indywidualne formy malarskie. Z tego powodu bywa określany afrykańskim Picassem.

## Wystawy

### Wybrane wystawy indywidualne
- 2014 – Kunst Rett Vest, Asker, Norwegia
- 2014 – Galleri Stilart, Gran, Norwegia
- 2011 – Makerere University Gallery, Kampala, Uganda
- 2009 – Makerere University Gallery, Kampala, Uganda
- 2008 – La Fontaine Gallery, Kampala, Uganda

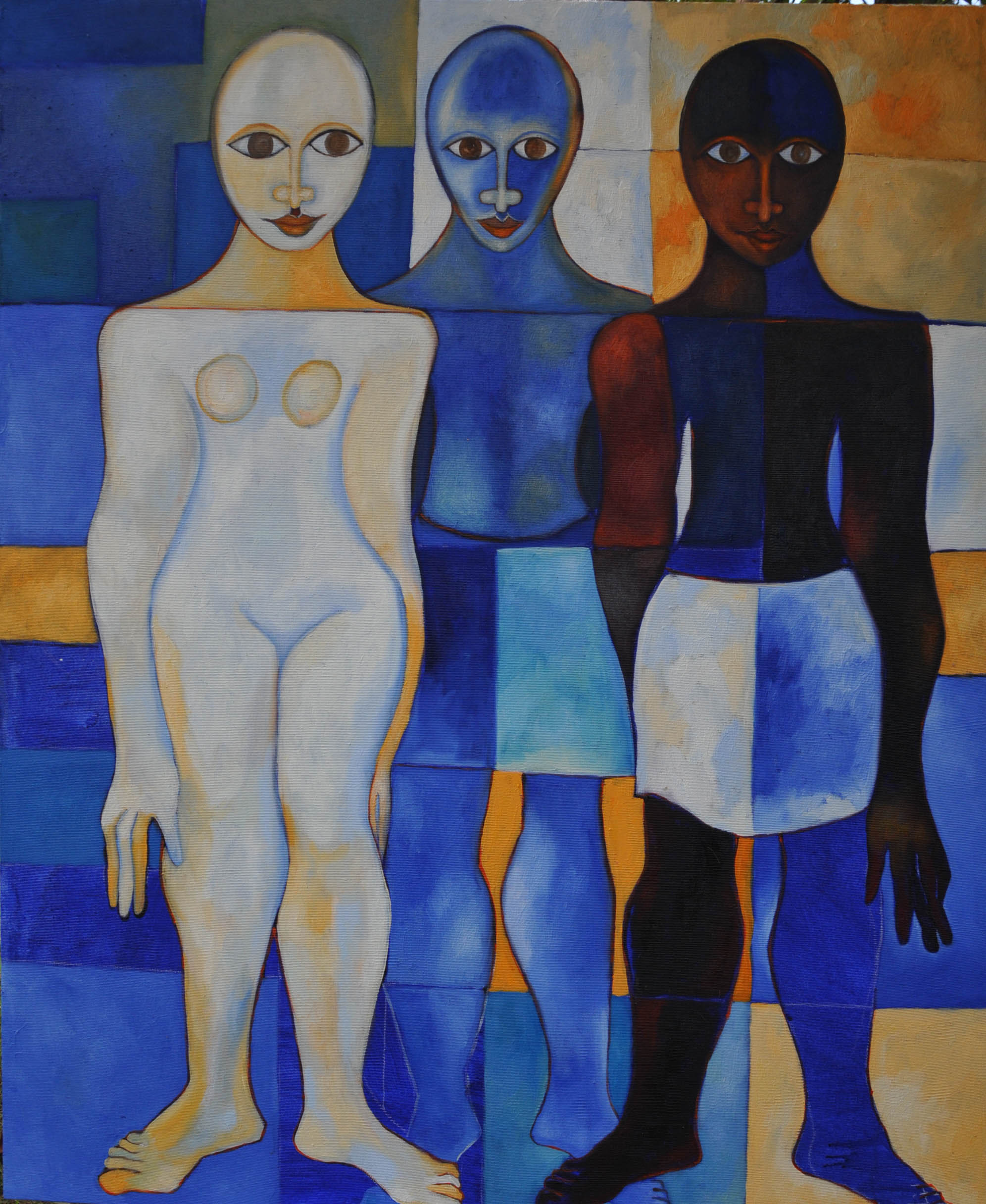
Kizito Maria Kasule, Togetherness, 2015, olej na płótnie, 180x150cm

- 2006 – Sakaraga Gallery, New York, USA
- 2004 – Windhoek College of Art, Windhuk, Namibia
- 2000 – National Museum of Kenya, Nairobi, Kenia
- 2000 – Paris Gallery, New York, USA
- 1998 – German Cultural Centre, Kampala, Uganda
- 1998 – Tulifanya Gallery, Kampala, Uganda

### Wybrane wystawy zbiorowe
- 2014 – Dronninglund Kunstcenter, Dania
- 2012 – Diani Art Gallery, Mombasa, Kenia
- 2008 – Kultur Stationen, Skørping, Dania
- 2005 – Burren College of Art Gallery, Ballyvaughan, Irlandia
- 1999 – University of Namibia, Windhuk, Namibia
- 1995 – Modern ART (we współpracy ugandyjsko-austriackiej), Kampala, Uganda
- 1995 – Art Space Gallery, Johannesburg, Południowa Afryka
- 1994 – Nommo Gallery, Kampala, Uganda
- 1994 – Art Africa Exhibition, VII Pan-African Congress, Kampala, Uganda